# درنوواتس (پاراچین)
درنوواتس (به صربی: Drenovac) یک منطقهٔ مسکونی در صربستان است که در ناحیه پوموراولیه واقع شده‌است. درنوواتس ۲٬۰۰۹ نفر جمعیت دارد.